# Йокаи, Анна
Анна Йо́каи (венг. Jókai Anna); 24 ноября 1932, Будапешт — 5 июня 2017, там же) — венгерская писательница, поэтесса, педагог, общественный деятель. Лауреат государственной премии Кошута (1994 и 2014). Почётный гражданин Будапешта (1999).

## Биография
С раннего возраста проявляла интерес к литературе. В 1956—1961 годах обучалась в Будапештском университете, в 1961 году получила степень в области венгерской литературы и истории. До 1970 года работала учителем младших классов в Будапеште.
Принимала участие в венгерском освободительном движении. С 1986 по 1989 год — заместитель председателя Союза писателей Венгрии, с 1989 года — член правления, занимала пост председателя союза писателей Венгрии (1990—1992).

## Творчество
Писала до 16 лет, затем оставила это занятие и всерьёз занялась литературой только в 1974 году.
Лауреат ряда национальных литературных премий — дважды государственной премии Кошута (1994 и 2014), премии им. Йожефа Аттилы (1970), премии Национального совета профсоюзов (1974), премии «Наследие Венгрии» (1998) и др.
Награждена Большим крестом и офицерским крестом ордена Заслуг. В 2014 году ей присвоено звание «Художник нации».
В 2015 году в списке Forbes Анна Йокаи заняла 8-ю строчку среди самых влиятельных венгерских женщин в культуре.

### Избранные произведения
- 4447, Regény (1968)
- Kötél nélkül, (1969)
- Tartozik és követel, Regény (1970)
- A labda, Regény (1971; 1994)
- Napok, Regény (1972)
- Szeretteink, szerelmeink (1973)
- Mindhalálig, Regény (1974)
- A feladat, Regény (1977; 1996)
- A panasz leírása, (1980)
- Jákob lajtorjája, Regény (1982)
- Jöjjön Lilliputba, (1985)
- Az együttlét, Regény (1987; 1997)
- Szegény Sudár Anna, Regény (1989; 1999)
- Mi ez az álom?, (1990)
- A töve és a gallya, (1991)
- Az ifjú halász és a tó, (1992)
- Magyaróra, (1992)
- Három, (1995)
- Perc-emberkék dáridója (1996)
- Ne féljetek (1998), (2007), ISBN 9789637486869,
- Mennyből az ember (2000)
- A mérleg nyelve I. (2002)
- Apokrif imák (2002)
- A mérleg nyelve II. (2003)
- Kislány, kutyával
- Imitatio Christi (2004)
- Virágvasárnap alkonyán (2004)
- Jókai Anna Breviárium (2005)
- A mérleg nyelve III. (2006)
- Godot megjött (2007)
- Elbeszéltem I—II. (2007)
- Éhes élet, (2012), ISBN 9639903524,

### Эссе
- A reimsi angyal, (1975), ISBN 9631518175
- Bölcsek és Pásztorok (2006), ISBN 9633617928,
- Szeretet szigetek, Éghajlat Kiadó, társírók: Ternyák Csaba, Sajgó Szabolcs, (2008), ISBN 9789639862050

### В русском переводе
- Что с вами, дорогая Киш?
- Весенний снег
- Гарнитур
- Застройщики
- В лучах света (сборник)
- Пирамида
- Попутчики
- Изабелла Шейем
- Жалоба в письменной форме
- Юный рыбак и озеро
- Урок венгерского
- О чём же мы говорили?
- Новелла о вещах
- Без каната
- Гармония
- В кругу семьи
- Soror Dolorosa